# Copa Panamericana de Voleibol Masculino de 2014
La IX Copa Panamericana de Voleibol Masculino se celebró del 9 de agosto al 17 de agosto de 2014 en Baja California, México, con la participación de 5 selecciones nacionales de la NORCECA y 3 de la Confederación Sudamericana de Voleibol.
A diferencia de otras ediciones este campeonato clasificaó al Mejor posicionado de la CSV y de la NORCECA que no haya jugado la Liga Mundial de Voleibol del 2014 al repechaje para acceder a la Liga Mundial de Voleibol 2015.

## Grupos
| Grupo A              | Grupo B     | Grupo C        |
| -------------------- | ----------- | -------------- |
| México               | Colombia    | Estados Unidos |
| República Dominicana | Puerto Rico | Cuba           |
| Canadá               | Venezuela   | Argentina      |

## Primera fase
– Clasificados a las semifinales. 
     – Clasificados a los cuartos de final.
     – Pasan a disputar la clasificación del 5.º al 8.º lugar.

### Grupo A

#### Clasificación
| Pos | Equipo         | PJ | PG | PP | SF | SC | DS | PTS |
| --- | -------------- | -- | -- | -- | -- | -- | -- | --- |
| 1   | Estados Unidos | 2  | 2  | 0  | 6  | 0  | +6 | 10  |
| 2   | México         | 2  | 1  | 1  | 3  | 3  | 0  | 5   |
| 3   | Colombia       | 2  | 0  | 2  | 0  | 6  | -6 | 0   |

#### Resultados
| Fecha    | Encuentro                 | Resultado | Set   | Set   | Set   | Set | Set | Puntuación total | Tiempo |
| Fecha    | Encuentro                 | Resultado | 1     | 2     | 3     | 4   | 5   | Puntuación total | Tiempo |
| -------- | ------------------------- | --------- | ----- | ----- | ----- | --- | --- | ---------------- | ------ |
| 11-08-14 | México - Colombia         | 3-0       | 25:20 | 25:20 | 26:24 |     |     | 76-64            | 1:28   |
| 12-08-14 | Colombia - Estados Unidos | 0-3       | 18:25 | 23:25 | 15:25 |     |     | 56-75            | 1:24   |
| 13-08-14 | México - Estados Unidos   | 0-3       | 29:31 | 23:25 | 23:25 |     |     | 75:81            | 1:38   |

### Grupo B

#### Clasificación
| Pos | Equipo               | PJ | PG | PP | SF | SC | DS | PTS |
| --- | -------------------- | -- | -- | -- | -- | -- | -- | --- |
| 1   | Cuba                 | 2  | 2  | 0  | 6  | 2  | +4 | 8   |
| 2   | Puerto Rico          | 2  | 1  | 1  | 5  | 2  | +3 | 7   |
| 3   | República Dominicana | 1  | 0  | 1  | 0  | 3  | -3 | 0   |

#### Resultados
| Fecha    | Encuentro                          | Resultado | Set   | Set   | Set   | Set   | Set   | Puntuación total | Tiempo |
| Fecha    | Encuentro                          | Resultado | 1     | 2     | 3     | 4     | 5     | Puntuación total | Tiempo |
| -------- | ---------------------------------- | --------- | ----- | ----- | ----- | ----- | ----- | ---------------- | ------ |
| 11-08-14 | Cuba - Puerto Rico                 | 3-2       | 18:25 | 26:24 | 25:20 | 21:25 | 15:12 | 105-106          | 2:05   |
| 12-08-14 | Puerto Rico - República Dominicana | 3-0       | 25:17 | 25:18 | 28:26 |       |       | 78-61            | 1:28   |
| 13-08-14 | República Dominicana - Cuba        | 0-3       | 19:25 | 19:25 | 23:25 |       |       | 61:75            | 1:17   |

### Grupo C

#### Clasificación
| Pos | Equipo    | PJ | PG | PP | SF | SC | DS | PTS |
| --- | --------- | -- | -- | -- | -- | -- | -- | --- |
| 1   | Argentina | 2  | 2  | 0  | 6  | 2  | +4 | 8   |
| 2   | Venezuela | 2  | 1  | 1  | 3  | 4  | -1 | 4   |
| 3   | Canadá    | 2  | 0  | 2  | 3  | 6  | -3 | 2   |

#### Resultados
| Fecha    | Encuentro             | Resultado | Set   | Set   | Set   | Set   | Set   | Puntuación total | Tiempo |
| Fecha    | Encuentro             | Resultado | 1     | 2     | 3     | 4     | 5     | Puntuación total | Tiempo |
| -------- | --------------------- | --------- | ----- | ----- | ----- | ----- | ----- | ---------------- | ------ |
| 11-08-14 | Venezuela - Canadá    | 3-1       | 25:20 | 25:17 | 21:25 | 30:28 |       | 101-90           | 2:03   |
| 12-08-14 | Argentina - Venezuela | 3-0       | 25:20 | 35:33 | 25:23 |       |       | 85-76            | 1:31   |
| 13-08-14 | Argentina - Canadá    | 3-2       | 25:18 | 21:25 | 25:22 | 23:25 | 19:17 | 113-107          | 2:18   |

## Clasificación 5° al 9° lugar

### 9° Lugar
| Fecha    | Encuentro                       | Resultado | Set   | Set   | Set   | Set   | Set | Puntuación total | Tiempo |
| Fecha    | Encuentro                       | Resultado | 1     | 2     | 3     | 4     | 5   | Puntuación total | Tiempo |
| -------- | ------------------------------- | --------- | ----- | ----- | ----- | ----- | --- | ---------------- | ------ |
| 16-08-14 | República Dominicana - Colombia | 3-1       | 25–21 | 25–27 | 25–20 | 25–21 |     | 100-89           |        |

### 7° Lugar
| Fecha    | Encuentro                     | Resultado | Set   | Set   | Set   | Set   | Set   | Puntuación total | Tiempo |
| Fecha    | Encuentro                     | Resultado | 1     | 2     | 3     | 4     | 5     | Puntuación total | Tiempo |
| -------- | ----------------------------- | --------- | ----- | ----- | ----- | ----- | ----- | ---------------- | ------ |
| 16-08-14 | Canadá - República Dominicana | 3-2       | 25–21 | 22–25 | 22–25 | 25–16 | 15-13 | 109-100          |        |

### 5° Lugar
| Fecha    | Encuentro          | Resultado | Set   | Set   | Set   | Set   | Set | Puntuación total | Tiempo |
| Fecha    | Encuentro          | Resultado | 1     | 2     | 3     | 4     | 5   | Puntuación total | Tiempo |
| -------- | ------------------ | --------- | ----- | ----- | ----- | ----- | --- | ---------------- | ------ |
| 16-08-14 | México - Venezuela | 1-3       | 25–22 | 20–25 | 15–25 | 23–25 |     | 83-97            | 1:51   |

## Fase final

### Final 1.º al 4.º puesto
|  | Cuartos de final      | Cuartos de final |                        |                        | Semifinales  | Semifinales |  |  | Final        | Final |
|  |                       |                  |                        |                        |              |             |  |  |              |       |
|  |                       |                  |                        |                        |              |             |  |  |              |       |
|  |                       |                  |                        |                        |              |             |  |  |              |       |
|  | Argentina             |                  |                        |                        |              |             |  |  |              |       |
|  | 15 de agosto          |                  |                        |                        |              |             |  |  |              |       |
|  | Clasifica 1ro en el B |                  |                        |                        |              |             |  |  |              |       |
|  | Argentina             | 2                |                        |                        |              |             |  |  |              |       |
|  | Argentina             | 2                | 14 de agosto           |                        |              |             |  |  |              |       |
|  |                       | Cuba             | 3                      |                        |              |             |  |  |              |       |
|  | Cuba                  | Cuba             | 3                      | 3                      |              |             |  |  |              |       |
|  | Cuba                  |                  |                        | 3                      |              |             |  |  |              |       |
|  | Venezuela             | 2                |                        |                        |              |             |  |  |              |       |
|  | Venezuela             | 2                | Cuba                   | 3                      |              |             |  |  |              |       |
|  |                       |                  | Cuba                   | 3                      |              |             |  |  |              |       |
|  |                       | Estados Unidos   | 0                      |                        |              |             |  |  |              |       |
|  | Estados Unidos        | Estados Unidos   | 0                      |                        |              |             |  |  |              |       |
|  | 15 de agosto          |                  |                        |                        |              |             |  |  |              |       |
|  | Clasifica 1ro en el A |                  |                        |                        |              |             |  |  |              |       |
|  | Estados Unidos        | 3                | Tercer y cuarto puesto | Tercer y cuarto puesto |              |             |  |  |              |       |
|  | Estados Unidos        | 3                | Tercer y cuarto puesto | Tercer y cuarto puesto | 14 de agosto |             |  |  |              |       |
|  |                       | Puerto Rico      | 0                      |                        |              |             |  |  |              |       |
|  | Puerto Rico           | Puerto Rico      | 0                      | 3                      | Argentina    | 3           |  |  |              |       |
|  | Puerto Rico           |                  |                        | 3                      | Argentina    | 3           |  |  |              |       |
|  | México                | 1                |                        | Puerto Rico            | 0            |             |  |  |              |       |
|  | México                | 1                |                        |                        | 0            |             |  |  |              |       |
|  |                       |                  |                        |                        |              |             |  |  | 16 de agosto |       |
|  |                       |                  |                        |                        |              |             |  |  |              |       |

#### Cuartos de final
| Fecha    | Encuentro            | Resultado | Set   | Set   | Set   | Set   | Set  | Puntuación total | Tiempo |
| Fecha    | Encuentro            | Resultado | 1     | 2     | 3     | 4     | 5    | Puntuación total | Tiempo |
| -------- | -------------------- | --------- | ----- | ----- | ----- | ----- | ---- | ---------------- | ------ |
| 14-08-14 | Cuba - Venezuela     | 3-2       | 23–25 | 25–20 | 25–16 | 29–31 | 15–6 | 117–98           | 2:39   |
| 14-08-14 | Puerto Rico - México | 3-1       | 27–25 | 25–23 | 23–25 | 25–16 |      | 100–89           | 1:58   |

#### Semifinales
| Fecha    | Encuentro                    | Resultado | Set   | Set   | Set   | Set   | Set   | Puntuación total | Tiempo |
| Fecha    | Encuentro                    | Resultado | 1     | 2     | 3     | 4     | 5     | Puntuación total | Tiempo |
| -------- | ---------------------------- | --------- | ----- | ----- | ----- | ----- | ----- | ---------------- | ------ |
| 15-08-14 | Argentina - Cuba             | 2-3       | 22–25 | 18–25 | 25–19 | 25–23 | 13–15 | 103–107          | 2:08   |
| 15-08-14 | Estados Unidos - Puerto Rico | 3-0       | 28–26 | 25–22 | 26–24 |       |       | 79–72            | 1:35   |

#### 3° Lugar
| Fecha    | Encuentro               | Resultado | Set   | Set   | Set   | Set   | Set   | Puntuación total | Tiempo |
| Fecha    | Encuentro               | Resultado | 1     | 2     | 3     | 4     | 5     | Puntuación total | Tiempo |
| -------- | ----------------------- | --------- | ----- | ----- | ----- | ----- | ----- | ---------------- | ------ |
| 16-08-14 | Argentina - Puerto Rico | 3-2       | 25–21 | 25–23 | 20–25 | 24–26 | 18–16 | 112-111          | 2:14   |

#### Final
| Fecha    | Encuentro             | Resultado | Set   | Set   | Set   | Set | Set | Puntuación total | Tiempo |
| Fecha    | Encuentro             | Resultado | 1     | 2     | 3     | 4   | 5   | Puntuación total | Tiempo |
| -------- | --------------------- | --------- | ----- | ----- | ----- | --- | --- | ---------------- | ------ |
| 16-08-14 | Cuba - Estados Unidos | 3-0       | 25–16 | 25–23 | 25–23 |     |     | 75-62            | 1:20   |

## Campeón
| Cuba           |
| Campeón        |
| Cuba 1° título |

## Clasificación final
| Lugar | Equipo               |
| ----- | -------------------- |
| 1     | Cuba                 |
| 2     | Estados Unidos       |
| 3     | Argentina            |
| 4     | Puerto Rico          |
| 5     | Venezuela            |
| 6     | México               |
| 7     | Canadá               |
| 8     | República Dominicana |
| 9     | Colombia             |